# Deadwood - Il film
Deadwood - Il film (Deadwood: The Movie) è un film per la televisione del 2019, diretto da Daniel Minahan e scritto da David Milch.
La pellicola, sequel dell'omonima serie televisiva, trasmessa dal 2004 al 2006, è andata in onda su HBO il 31 maggio 2019.
In Italia è andata in onda in prima visione il 29 agosto 2019 sul canale pay Sky Atlantic.

## Trama
La storia è ambientata nel 1889, circa 11 anni dopo la fine dalle vicende della serie.
Mentre il South Dakota celebra la sua ammissione come stato dell’Unione, la cittadina di Deadwood si prepara ai festeggiamenti, accogliendo il ritorno di vecchie conoscenze. Alma Garret Ellsworth fa ritorno con la giovane Sofia, e Calamity Jane torna con l’intento di riconciliarsi con Joanie Stubbs, ora proprietaria del Bella Union dopo la morte di Cy Tolliver. Anche il potente George Hearst, ora senatore, giunge in città, deciso ad acquistare il terreno di Charlie Utter, indispensabile per l’installazione delle nuove linee telefoniche. Trixie, incinta di Sol Star, insulta Hearst pubblicamente, portandolo a scoprire di essere stato ingannato anni prima da Al Swearengen, che gli aveva fatto credere di aver fatto uccidere Trixie, quando in realtà aveva sacrificato una donna somigliante. Ora gravemente malato, Swearengen è ricattato da Hearst affinché lo aiuti a ottenere il terreno di Utter, minacciando altrimenti di vendicarsi su Trixie. Quando Utter si rifiuta di vendere, viene brutalmente assassinato. L’evento sconvolge lo sceriffo Seth Bullock, che sospetta subito di Hearst. Samuel Fields ha assistito all'omicidio ma teme di testimoniare. Intanto, E.B. Farnum scopre che Hearst ha ingaggiato due sicari, James Smith  e Dennis Seacrest, per eliminare Fields. Dopo un fallito tentativo di linciaggio orchestrato da Harry Manning, corrotto da Hearst, Bullock riesce a impedire l’omicidio e a scoprire la verità. Nel caos che segue, Sol decide di mettere al sicuro la sua famiglia e chiede a Trixie di sposarlo. Al Swearengen, consapevole della sua imminente fine, affida a Trixie la proprietà del Gem Saloon. Durante le celebrazioni, Alma comprende che lei e Bullock non possono stare insieme, mentre lui sembra finalmente trovare serenità con la sua famiglia. L’arresto di Trixie da parte degli uomini di Hearst provoca una nuova escalation, ma Bullock ribalta la situazione, arrestando a sua volta Hearst. La tensione sfocia in un'aggressione da parte della folla, mentre il gelo dell’inverno cala su Deadwood, portando nuovi equilibri e lasciando in sospeso i destini dei protagonisti.

## Produzione

### Sviluppo
Dopo la cancellazione di Deadwood, il 5 giugno 2006, HBO e il creatore David Milch hanno accettato di realizzare un paio di film televisivi di due ore al posto di una quarta stagione. Il 12 luglio 2007, i dirigenti della HBO hanno ammesso che la produzione sarebbe stata difficile e avrebbe messo le probabilità di essere realizzati al "50-50".  L'attore Ian McShane ha affermato in un'intervista del 1º ottobre 2007, che i set dello show dovevano essere smantellati e che i film non sarebbero stati realizzati; successivamente gli attori Jim Beaver e W. Earl Brown hanno commentato il giorno dopo che ritenevano che la serie fosse finita.
Il 12 agosto 2015, è stato riferito che i colloqui tra HBO e Milch avevano ripreso a riguardare un film sulla serie. Nel gennaio 2016, la HBO ha dato a Milch il via libera per scrivere una sceneggiatura per il film. Il 19 aprile 2017, McShane ha annunciato che Milch aveva presentato una sceneggiatura per un film di due ore alla HBO, dicendo che "la sceneggiatura del film di due ore è stata consegnata alla HBO. Se non la consegnano, incolpali". Il 12 novembre 2017, TVLine ha riferito che la produzione del film, sarebbe stata avviata nell'autunno del 2018, anche se la HBO non aveva ancora dato il semaforo verde al progetto.
Il 25 luglio 2018, HBO ha confermato che un film di Deadwood era stato approvato e che Daniel Minahan, regista di 4 episodi della serie originaria, avrebbe diretto la pellicola.
Secondo la ricerca richiesta dai produttori, il film sarebbe stato ambientato nel 1889, circa 10 anni dopo la fine della serie originaria.
Nic Pizzolatto ha rivelato nel dicembre 2018 che aveva aiutato Milch a scrivere la sceneggiatura.

### Casting
Il 21 agosto 2018, W. Earl Brown confermò che quasi tutti nel cast principale sarebbero tornati; tuttavia, i personaggi interpretati da Powers Boothe, Ricky Jay e Ralph Richeson, morti rispettivamente nel 2017, nel 2018 e nel 2015, non sarebbero stati rielaborati. Titus Welliver non ha invece potuto fare ritorno per via dei suoi impegni presi in precedenza nel ruolo di protagonista della serie Bosch prodotta da Amazon Prime Video.
Sono stati confermati quindi i ritorni dei membri del cast Ian McShane, Timothy Olyphant, Molly Parker, Paula Malcomson, John Hawkes, Anna Gunn, Dayton Callie, Brad Dourif, Robin Weigert, W. Earl Brown, William Sanderson, Kim Dickens e Gerald McRaney, mentre Lily Keene (che recita nel ruolo interpretato da Bree Seanna Wall nella serie originaria) e Jade Pettyjohn sono state aggiunte al cast.

### Riprese
Il 5 novembre 2018, la HBO annunciò che il film aveva iniziato la produzione. Le prime foto della produzione furono pubblicate il 19 dicembre 2018. La città mineraria dello show è stata ricreata dalla scenografa Maria Caso ed è stata girata negli stessi set di Westworld - Dove tutto è concesso.

## Promozione
Il trailer ufficiale dl film è stato pubblicato il 21 marzo 2019.